# 空港洞
空港洞（コンハンドン、朝: 공항동）は、大韓民国ソウル特別市江西区にある洞である。洞名は一部が属する金浦国際空港に由来する。

## 概要
- 李氏朝鮮までは京畿道陽川郡嘉曲面訥語里、松亭里、小栗里であった。

3つの自然部落は対等であったが、最も規模が大きく人口が多い松亭里は、草木が鬱蒼としてその周辺に東屋があったために付属して付いた名前であった。
- 1914年3月1日府郡面の統廃合（朝鮮語版）でこの3つの里を併合して金浦郡陽西面松亭里にした[2]。
- 1963年1月1日ソウル特別市に編入、金浦国際空港にちなみ空港洞に改名した。

## 教育
- ソウル空港初等学校（朝鮮語版）
- ソウル松亭初等学校（朝鮮語版）
- 空港中学校（朝鮮語版）
- 松亭中学校 (ソウル)（朝鮮語版）

## 交通
- ソウル交通公社5号線 松亭駅
- ソウル市メトロ9号線 空港市場駅